# Bartramia brevifolia
Bartramia brevifolia là một loài rêu trong họ Bartramiaceae. Loài này được Brid. mô tả khoa học đầu tiên năm 1827.